# Hoya lambii
Hoya lambii är en oleanderväxtart som beskrevs av T.Green. Hoya lambii ingår i släktet Hoya och familjen oleanderväxter. Inga underarter finns listade i Catalogue of Life.